# Cachirulos de Benaguacil
Los cachirulos de Benaguacil (Campo de Turia), son unas construcciones arquitectónicas hechas con piedra seca, que servían de refugio a labradores y ganaderos frente a las inclemencias del tiempo. 

Son construcciones generalmente de reducidas dimensiones. La superficie construida oscila entre los 3,5 m² del más pequeño a los 35 m² del más grande.

Para construir los cachirulos, básicamente se van uniendo las piedras sin argamasa ni cemento, aunque algunos sí que están reforzados con estos materiales. Generalmente fueron construidos por los mismos propietarios y con los materiales existentes en la zona.

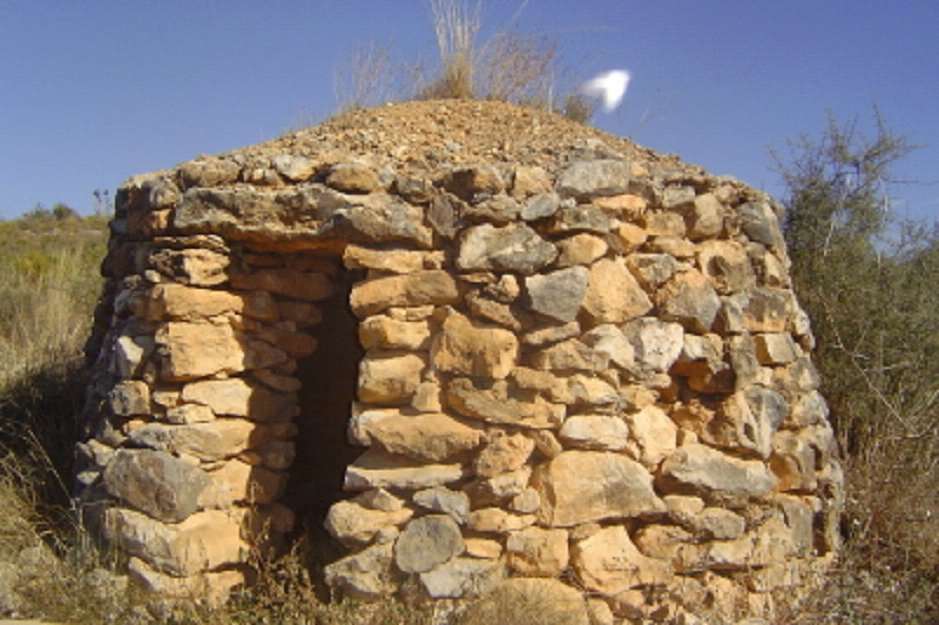
Cachirulo de Arrué, 1910
Fuente:Ayuntamiento de Benaguacil.

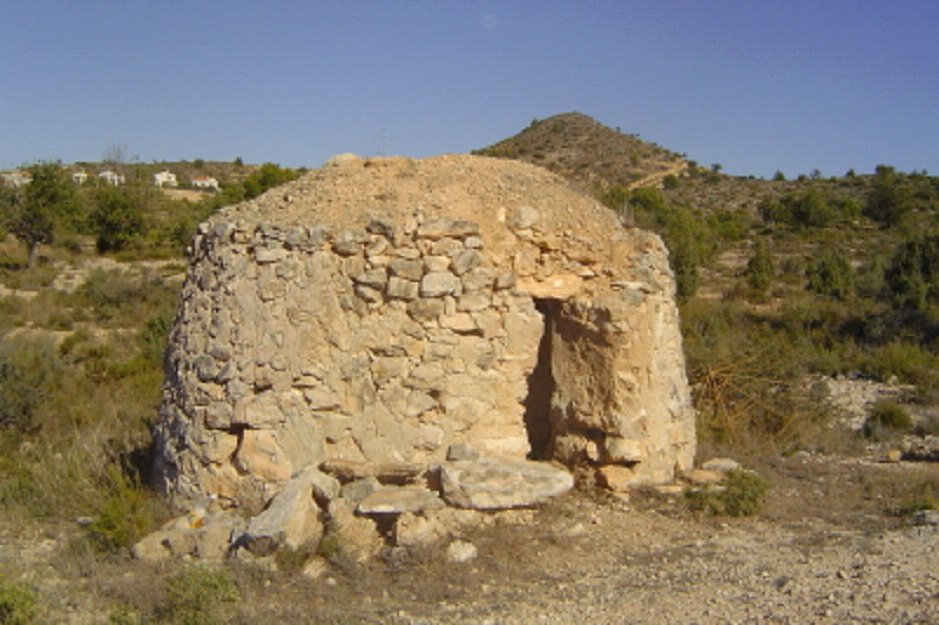
Típico Cachirulo de Benaguacil
Fuente:Ayuntamiento de Benaguacil.

## Etimología
El término Cachirulo o Cacherulo, en Benaguacil, sólo tiene el significado de “refugio rústico de piedra seca, cubierto generalmente con una falsa vuelta”, acepción que comparte con otras poblaciones.
Pero en valenciano el significado general es el de “cometa, estrella ”.
En castellano también quiere decir: recipiente de licor, especialmente aguardiente; pequeña embarcación con tres palos; adornos con cintas y plumas que las mujeres llevaban en la cabeza a finales del siglo XVIII; y en aragonés, pañuelo que los baturros llevan enrollados en la cabeza. Al conjunto de acepciones tan diferentes entre ellas, hacen referencia a objetos de un cierto volumen acabados siempre con una punta o un remate cónico.
La primera documentación en valenciano, es la de José Escrig y Martínez, recogida en el Diccionario Valenciano-Castellano de 1851, donde dice: “Cagerul, Cagerulo, Cachirulo. Embarcación muy pequeña con velas al tercio. Suele también aplicarse la voz valenciana á las barracas ó habitaciones rústicas construidas en forma cónica ó que rematan con un cono, y á otras cosas á este parecidas ........”.

## Extensión geográfica
La localización en el término se circunscribe a las zonas que antiguamente estaban dedicadas a cultivos de secano: algarrobo, olivos, viñas, etc., no existían en ninguna zona de huerta de regadío. Los podemos encontrar en las partidas de Les Travesses y Els Cremats, Els Cabeços, la Cañada de Amorós, la Cañada de Mareta, el Pla de Lucas y el Pla de Paterna.

## Técnica constructiva
El cachirulo está hecho completamente de piedra seca, sin adornos, construido en forma circular, cuadrada o rectangular, que no supera los 1,5 metros de altura y acabado en cúpula cónica.

### La planta
- Circular: es la forma más antigua. Facilita el punto de comienzo de la cúpula.
- Cuadrada: su forma interna coincide con la externa.
- Rectangular: su forma interna coincide con la externa.

### Las paredes
Las paredes verticales están hechas de piedras gruesas, más voluminosas a las filas inferiores y más pequeñas según va elevándose el muro. La pared exterior tiene una altura entre 1,5 y 2 metros, con algunas excepciones.

### La puerta
El hueco de la puerta, estaba siempre alejado de tramontana y de poniente, es generalmente un dintel simple, es decir, una piedra plana que se apoya sobre los laterales de la puerta.
También se ha utilizado el arco de dos dovelas, dos dinteles inclinadas formando un ángulo sobre los pilares laterales, en “barraca”, como dicen en Benaguacil. También podemos encontrar el arco de medio punto, con piedras alargadas colocadas radialmente.

### Las obras del interior
Dentro del cachirulo podemos encontrar diversos elementos construidos:
- Las hornacinas: espacios vacíos que quedan entre cuatro piedras planas, a modo de pequeños armarios dentro del muro.
- Miradores: aberturas que atraviesan los muros para poder vigilar.
- Respiraderos: orificios que atraviesan totalmente el muro y pueden estar hechos con la misma técnica que la hornacina o bien colocando un tronco perpendicularmente al muro. Al continuar la construcción y extraer el tronco queda un orificio redondo.
- El pesebre: son unos grandes comederos para los animales.
- Bancos de piedra.
- Agarradores: una hornacina que la atraviesa un palo o una simple estaca con codo, aprovechando el nudo del palo clavado en la pared. Servían para atar a los animales.

### La vuelta
Cuando se llegaba a la altura de un metro aproximadamente, se iniciaba la construcción de la cúpula por aproximación de las filas circulares con diámetro cada vez menor, las cuales iban cerrándose sobre sí mismas dando la sensación de una bóveda: la falsa bóveda.

## Cachirulos desaparecidos
Según planos de 1928:
- Cachirulo I. Partida Els Cremats, polígono 32, parcela 45
- Cachirulo de Cisqui. Partida Els Cremats, polígono 32, parcela 39
- Cachirulo III. Partida Els Cremats, polígono 34, parcela 40
- Cachirulo IV. Partida Els Cremats, polígon 34, parcela 43
- Cachirulo V. Partida Els Cremats, polígono 26, parcela 3
- Cachirulo del Topairet. Partida el Topairet, polígono 8, parcela 41
- Cachirulo VII. Partida Pla de Paterna, polígono 23, parcela 184
- Cachirulo VIII. Partida Cañada d’Amorós, polígono 6, parcela 47
- Cachirulo IX. Partida ElsCabeços, polígono 23, parcela 102
- Cachirulo X. Partida ElsCabeços, polígono 23, parcela 247
- Cachirulo XI. Partida Els Cabeços, polígono 26, parcela 59

## Cachirulos en la actualidad
- Cachirulo de Pistola o de La Ermita. Fue construido entre 1936-39 por “Manu” y los hermanos Alonso, “els Pistoletes”. Es un cachirulo de planta circular incluido en un conjunto de diversas obras de piedra seca: marjadas, cercas y muros. Lugar de descanso y experimentación genética de semillas de secano. Estado de ruina parcial.
- Cachirulo de Campos o de Ramada. Anterior a 1928 de planta circular y buen estado de conservación. El dintel de piedra de la puerta ha desaparecido y se ha substituido por un listón de madera. Está recubierto de yeso por dentro y parcialmente por fuera. Le falta la llave de vuelta y una pared tiene piedras sueltas.
- Cachirulo de Arrué. Fue construido sobre 1910 por Pere-Vicent Arrué (1862-1944), labrador y albañil de Benaguacil. Es de planta circular y está en buen estado de conservación. La única hornacina que tiene, debe ser una chimenea. Es de piedra seca, sin refuerzo ni lucido.
- Cachirulo de Gepito o de Escamilla. Posterior a 1928 y de planta circular. Está en buen estado de conservación. Está reforzado con yeso por fuera y le han añadido una puerta de hierro. El muro exterior termina en un remate simple.
- Cachirulo de la Lois o de Sanxis. Anterior a 1928, es de planta circular y está en ruina inminente. Está semi enterrado por el último movimiento de tierra efectuado en la mitad trasera de la fábrica que hay al lado.
- Cachirulo de Herràeza o de Ros. Anterior a 1905, documentado en 1905 como cachirulo de Ros. Está en ruina parcial. El techo se derrumbó después de 1928 y actualmente quedan las cuatro paredes, el dintel de la puerta y parte de su muro. La planta es cuadrada, pero tiene los ángulos redondeados.
- Cachirulo de Fèlix o de Vivó. Anterior a 1928. La planta es rectangular con los ángulos redondeados y la cúpula es elíptica. Está perfectamente integrado en una gran marjada que hace de muro. La puerta tiene un dintel corto sostenido con modillones. Es uno de los mejor conservados y artísticos del término.
- Cachirulo de Calmeta o de Vicent el Huitavo. Anterior a 1928, de planta cuadrada y en buen estado de conservación. La cúpula es elíptica cerrada con tres llaves o losas planas. El muro exterior está rematado con perfección. Tiene un pesebre con agarraderos y cinco respiraderos en las paredes.
- Cachirulo de Andreuet. Anterior a 1905, de planta circular y buen estado de conservación. La cúpula de piedra acaba en punta y las paredes tienen un remate continuo. Tiene una gran leñera, un respirador y una hornacina convertida en ventana. Se le incorporó una puerta reforzada con cemento.
- Cachirulo de Valls o de Rosquilla el espigador. Es posterior a 1928, de planta circular y está en ruina parcial.
- Cachirulo de Belloc. Anterior a 1928, de planta circular y buen estado de conservación. Tiene una cúpula de doble curvatura y por dentro está lucido con cemento. Tiene añadido de nueva obra que prolonga el acceso a la entrada.
- Cachirulo de Ramada o de Rafel el Bugarrenyo. Anterior a 1928, de planta rectangular y en buen estado de conservación. La bóveda está rematada por un techo recubierto de losas. Está lucido por dentro y reforzado y por fuera con yeso.
- Cachirulo de Vivó o de Mílio el Tarongero. Posterior a 1928, de planta circular y en buen estado de conservación. La parte de detrás está adosada a una marjada, y le han colocado una puerta y la han encalado.
- Cachirulo de Capella. Anterior a 1928, de planta circular y en buen estado de conservación. Está reforzada y lucida de cemento, tiene una hornacina de 60x40 cm. Se le ha añadido una puerta y se han abierto 2 ventanas a partir de las hornacinas originales.
- Cachirulo de Xoro o de Ibáñez de Parra. Fue construido hacia 1920 por “Manu”, es de planta circular y está en buen estado de conservación. Es el más grande de Benaguacil. Está unido a un chalet formando una dependencia más. La puerta era en origen un arco de medio punto y actualmente tiene una puerta de madera. La pared exterior tiene un remate en forma de cornisa hecho de piedras planas.
- Cachirulo del Mut de Xapa. Anterior a 1928, de planta circular y buen estado de conservación. La puerta es de dintel corto, tiene cerca y una leñera integrada en la marjada.
- Cachirulo de Linares o de Isabel Ibáñez. Anterior a 1928, de planta rectangular y buen estado de conservación. Está integrado en una marjada que le cobija.
- Cachirulo de Balaguer o de Rafel Cabeça/Batiste el Catrullo. Posterior a 1928, de planta circular y en buen estado de conservación. Tiene un banquito al borde de la puerta, está lucido por dentro y reforzado por fuera. Tiene una casita adosada.
- Cachirulo de Quitèrio. Anterior a 1928, de planta circular y buen estado de conservación. La puerta tiene un dintel corto, está reforzado con yeso y tiene una espacio para leña tan grande como el propio cachirulo.
- Cachirulo de Palmira o de Ferrandis. Anterior a 1900, de planta rectangular y en estado de ruina inminente. Está parcialmente excavada en roca sedimentaria. El techo está formado por grandes losas planas, tiene una hornacina excavada en la roca y otra inacabada.
- Cachirulo de Sampa. Hacia 1900, de planta circular y en buen estado de conservación. Tiene dos puertas y en el interior tiene dos banquitos semicirculares que van de puerta a puerta. No hay ninguna abertura u hornacina. Las puertas son arcos de medio punto.
- Cachirulo de Llosà. Fue construido hacia 1960 por Claudio Llosà, es de planta circular y están en buen estado de conservación. Está reforzado y lucido con cemento. Es un híbrido entre cachirulo y barraca de cazador. El techo no es de piedra y es plano. No tiene ninguna ventana ni hornacina.
- Cachirulo de Núgol o dels guardes. Posterior a 1928. Fue construido por Batiste Cervera “el Polit” con su maestro “Cardoneta”. Es de planta circular y están en ruina parcial. Era una caseta de guardas. Tiene cuatro miradores estratégicos, actualmente le falta la llave de bóveda.
- Cachirulo de la Llometa de Rafel o del guarda/de la Retorta. Hacia 1950, de planta cuadrada y sólo quedan los restos. El techo y la parte superior de las paredes están destruidas, era una caseta de guarda.